# Зоткин, Владимир Матвеевич
Владимир Матвеевич Зоткин (25 сентября 1924, Волчиха, Омская губерния — 2004) — писатель, член Союза писателей СССР, (1978), член Союза писателей России. Член КПСС (1943). Награждён орденом Красной Звезды и многими медалями. Умер 7 июня 2004, Ростов-на-Дону.

## Биография
Владимир Матвеевич родился 25 сентября 1924 года в селе Волчиха (ныне — Алтайского края). Вырос в семье участника партизанского движения в Сибири в годы колчаковщины. В 1941 году окончил школу. Участник Великой Отечественной войны.
В начале Великой Отечественной войны пошёл добровольцем в армию. В 1942 году окончил Иркутскую военную школу авиационных механиков, затем Забайкальское пехотное училище. С октября 1942 года по май 1944 года Владимир Зоткин воевал на Сталинградском, Донском, Воронежском, Степном, 2-м Украинском фронтах. Был минометчиком, разведчиком, автоматчиком, артиллеристом. Владимир Матвеевич Зоткин получил ранение. Награждён орденом Красной Звезды и многими медалями.
Член КПСС с 1943 года. Работал в Ростовском облисполкоме.
После демобилизации и окончания Новосибирской областной партийной школы был на партийной работе в Сибири. В 1948 году поступил на юридический факультет Томского университета, в 1953 году окончил этот факультет в Ростовском университете.
С 1953-го по 1963 год работал помощником председателя, затем старшим инструктором Ростовского облисполкома, а до конца 1964 года — начальником протокольного отдела Северо-Кавказского совнархоза.
Владимир Матвеевич Зоткин умер 7 июня 2004 года в г. Ростове-на-Дону.

## Творчество
Литературным трудом профессионально занимается с 1965 года. Все произведения Владимира Матвеевича Зоткина — о войне. Лично пережитое самим писателем, рассказы людей, сражавшихся на других фронтах, архивные документы военных лет лежат в основе его повестей.
Первая публикация В. М. Зоткина относится к 1968 году, когда в журнале «Дон» появились его «Фронтовые записки». Позднее в этом же журнале были напечатаны еще две работы писателя: «Над родной землей» (1979) и «В приволжских и донских степях» (1982).
Владимир Матвеевич автор книг: «У Волги»; «На Курской дуге»; «Дороги солдатские»; «В приволжских и донских степях» и др. В первой книге, «У Волги» внимание автора в основном уделено изображению военных событий, связанных с разгромом армии Паулюса под Сталинградом, во второй («На Курской дуге») и третьей («Дороги солдатские») книги о человеке на войне. В них нарисованы литературные портреты воинов Великой Отечественной войны с различными судьбами, характерами. Их имена и фамилии подлинны.

### Избранные произведения
Отдельные издания
- На Курской дуге. — М.: ДОСААФ, 1976.
- У Волги. — Ростов-н/Д: Кн. изд-во, 1977.
- Дороги солдатские. — Ростов-н/Д: Кн. изд-во, 1984.
- В приволжских и донских степях. — Ростов-н/Д, 1987.

Публикации в журналах
- У Волги: Фронтовые записки // Дон, 1968. — № 2. — С. 116—145; № 3. — С. 118—128.
- На Курской дуге: Записки солдата // Дон, 1971. — № 5. — С. 134—158; № 6. — С. 162—186; № 7. — С. 122—158.
- Дороги солдатские // Дон, 1974. — № 12. — С. 152—154.
- Над родной землёй: Докум. повесть // Дон, 1979. — № 11. — С. 137—162.
- В приволжских и донских степях: Ист. повествование // Дон, 1982. — № 11. — С. 43—113.